# ليغ بروكسهام
ليغ بروكسهام (بالإنجليزية: Leigh Broxham) (13 يناير 1988 بملبورن في أستراليا - ) هو لاعب كرة قدم أسترالي في مركز الوسط. شارك مع منتخب أستراليا تحت 17 سنة لكرة القدم ومنتخب أستراليا الوطني لكرة القدم تحت 23 سنة ومنتخب أستراليا لكرة القدم. أما مع النوادي، فقد لعب مع نادي ملبورن فيكتوري.

## وصلات خارجية
- ليغ بروكسهام على موقع الاتحاد الدولي (مؤرشف)  (الإنجليزية)
- ليغ بروكسهام على موقع قاعدة بيانات كرة القدم.إي يو (الإنجليزية)
- ليغ بروكسهام على موقع ناشيونال فوتبول تيمز (الإنجليزية)
- ليغ بروكسهام على موقع Soccerway.com (الإنجليزية)
- ليغ بروكسهام على موقع عالم كرة القدم.نت (الإنجليزية)